# Franziskanerkloster Kuna

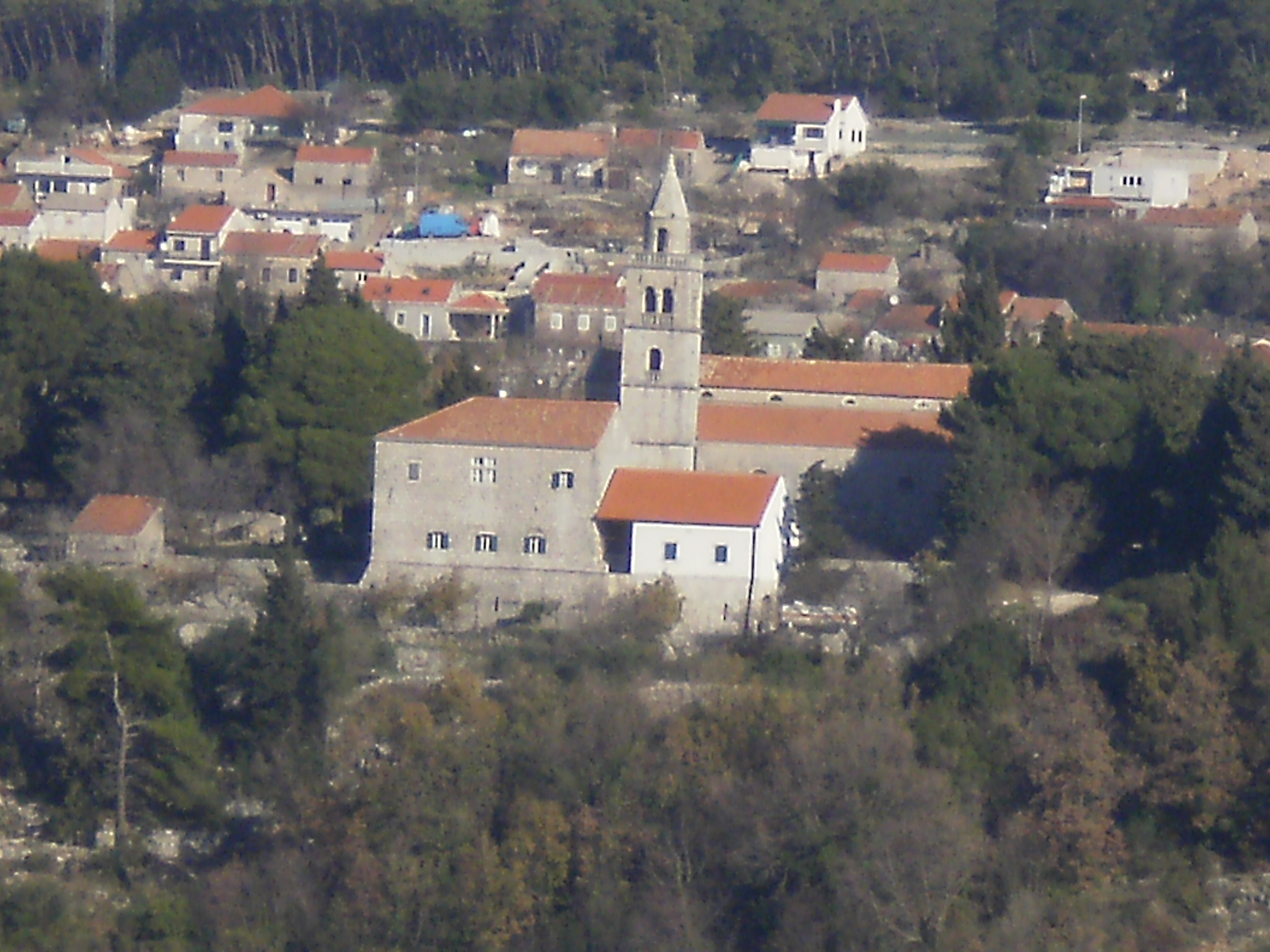
Franziskanerkloster Kuna

Das Franziskanerkloster Kuna ist ein der Gottesmutter von Loreto geweihtes Kloster der Franziskaner (OFM) in der Gemeinde Orebić im Ortsteil Kuna Peljeska in Kroatien.
Das Kloster befindet sich etwas außerhalb des Ortes. Die Kirche „Gospa Loretska“ wurde 1681 gebaut. 
Der Franziskaner Vicko de Lupis Vukic war Bischof von Ston und übergab 1705 diese Kirche den Franziskanern aus Dubrovnik. Die Franziskaner gründeten ihre Niederlassung 1708, sie erweiterten die Kirche und eröffneten in ihrem Konventhaus eine Schule. Der Bauplan für das Kloster sah vor, das Gebäude dreieckig zu gestalten, dies wurde jedoch nicht vollendet. Das Kloster wird heute von Mönchen und Nonnen bewohnt. 
Der Umbau der Kirche zu einer dreischiffigen Anlage, der ersten in der Republik Dubrovnik, dauerte mehrere Jahre, die Kirche wurde erst 1714 von Bischof Frane Volantić aus Ston eingeweiht. Die Baumeister waren aus Korčula. Die Barockkirche besteht aus Naturstein und wird über ein schlichtes Portal betreten, das von zwei einfachen Fenstern flankiert wird. Die Front wird durch eine Rosette abgeschlossen. Das Mittelschiff hat Gewölbeöffnungen, die auch Licht in die Seitenschiffe lassen. 
Die Marmor-Altäre im Inneren stammen aus dem 18. und 19. Jahrhundert von der Künstlerfamilie Brutapele. Der Hauptaltar trägt eine Holzskulptur der Gottesmutter „Delorite“. Sie trägt das Jesuskind und wird von zwei Engeln umkreist. Die Skulptur besteht aus dunklem vergoldetem Zedernholz und wurde im 18. oder 19. Jahrhundert von einheimischen Künstlern geschaffen.
Das Gemälde auf dem nördlichen Seitenaltar zeigt die Taufe Jesu. Es wurde von Celestin Medovic, der im Kloster lebte, 1914 gemalt. Das Bild auf dem südlichen Seitenaltar zeigt den hl. Franz von Assisi und stammt aus dem 18. Jahrhundert und ist eine venezianische Arbeit. Die Skulptur des heiligen Antonius von Padua stammt aus dem 19. Jahrhundert.
Das Kloster an der Südseite der Kirche bietet außerdem eine umfassende Sammlung einheimischer Kunst in Form von Gemälden, liturgischem Silbergeschirr und Skulpturen. Von Ivan Mestrovic kann man in der Galerie zwei Statuen sehen. Das älteste Bild ist ein Triptychon aus dem 16. Jahrhundert. Außerdem bewahrt das Kloster einige wertvolle Handschriften auf, beispielsweise eine Bibel-Inkunabel von 1545.
Der Glockenturm an der Südseite hat drei Stockwerke und ist von Balustraden umgeben, die mit Gewölben und Rosetten geschmückt sind. Er wurde erst 1772 von einheimischen Baumeistern fertiggestellt.
An der Außenmauer der Kirche ist eine Schwarze Madonna, die sogenannte „Delorita“, eingemauert, die schon älter als der vorhandene Kirchenbau ist. Zwei Legenden ranken sich um diese Darstellung:
- Die Statue sei für Loreto in Italien bestimmt gewesen und auf einem venezianischen Schiff von Afrika transportiert worden. Piraten hätten das Schiff überfallen und ihre Beute nach Kuna gebracht. Um der Exkommunikation durch den Papst zu entgehen, hätten sie eine Kirche gestiftet und die Madonna etwas versteckt an der Rückfront eingemauert.
- Die Statue habe ursprünglich in der Kirche ihren Platz gehabt. Die vielen Bittsteller störten jedoch in der Kirche, weshalb man die Madonna in die Kirchenmauer einbaute.